# 王世選
王世選（? - 1661年)，明末清初將領，陝西榆林人。

## 生平
明末為參將。明崇禎三年(天聰四年)，王世選被派遣至被後金軍包圍的馬蘭城同副總兵金日觀防守，後投降後金被授總兵。崇德元年隨皇太極攻朝鮮，後圍錦州，松山，因功授三等子爵。順治二年隨大軍追擊李自成軍至潼關,此後又隨軍攻破揚州，松江，杭州等地。順治五年隨英親王阿濟格討伐南明將領姜瓖，克復汾州。順治七年因功加二等子爵同年以老乞休。順治十八年卒。

## 後世評價
乾隆年間被編入貳臣傳。